# Ángela (película)
Ángela es una película dramática colombiana codirigida y producida por Salma Tafur  por Salma Tafur. Protagonizada por Luz Mary Morales, Rubén Guevara, Salma Tafur, Roamir Pineda y Claudio Julio, fue estrenada el 3 de diciembre de 2020 en Colombia, luego de recorrer eventos a nivel nacional e internacional como el Festival Internacional de Cine de Seúl, el Oaxaca FilmFest, el Festival Internacional de Cinema Social de Catalunya y el Latino Film Fest de Seattle, entre otros.

## Sinopsis
La historia del filme se ambienta en la Colombia de la década de 1940, más específicamente en el departamento de Córdoba. En la época estaba bien visto que hombres poderosos compraran la virginidad de jovencitas. Basada en hechos reales, la película relata la historia de Ángela, una joven de trece años que es comprada por un poderoso terrateniente llamado Calixto y que debe sufrir una vida llena de maltratos y humillaciones.

## Reparto
- Rubén Guevara es Calixto
- Ruz Mary Morales es Ángela
- Salma Tafur es Carlina